# هارالد بلاتند
هارالد بلاتند (دندان‌آبی) گورمسون یا هارالد بلوتاند گورمسون (اسکاندیناویایی قدیم: Haraldr blátǫnn Gormsson، دانمارکی: Harald Blåtand Gormsen) (زادهٔ ۹۳۵ میلادی) پسر پادشاه گورم پیر و تیرا دانبود بود. او در بین سال‌های ۹۸۵ تا ۹۸۶، درحالی‌که مقام پادشاهی دانمارک را از حوالی سال ۹۵۸ و پادشاهی نروژ را به مدت کوتاهی، احتمالاً حدود ۹۷۰، برعهده داشت درگذشت.
برخی منابع می‌گویند او به دست پسرش اسوین به زور از پادشاهی خلع شده‌است.
وی به‌علت اینکه عادت به خوردن تمشک آبی داشت تعدادی از دندان‌هایش برای همیشه به رنگ آبی درآمد و برای همین به هارالد دندان‌آبی معروف گردید. در نام‌گذاری فناوری بلوتوث نیز از نام وی اقتباس شده‌است.